# Sjedište Europskog parlamenta u Luxembourgu
Segment Europskog parlamenta u četvrti Kirchberg u Luxembourgu trenutno čini samo Glavno tajništvo Europskog parlamenta ili Generalni sekretarijat Parlamenta, iako je Parlament kratko vrijeme održavao plenarne sjednice u gradu.

## Povijest
Privremeni aranžman o sjedištu u Luxembourgu potvrđen je 8. travnja 1965. Odlukom o privremenom smještaju određenih institucija i odjela Zajednica. To je slijedilo nakon Briselskog ugovora o spajanju, koji je spojio vodstva Europske zajednice za ugljen i čelik, Europske zajednice za atomsku energiju i Europske ekonomske zajednice u jedinstvenu institucionalnu strukturu. S tako spojenim vodstvom, Europska komisija i većina institucija bili su smješteni u Bruxellesu, umjesto u Luxembourgu. Kako bi se Luxembourgu djelomčno nadoknadio gubitak, sporazum je dodijelio gradu pravo da bude domaćin brojnim tijelima, uključujući Generalni sekretarijat ili Tajništvo Skupštine (sada Parlamenta).
Unatoč sporazumu iz 1965. godine, sjedište Europskog parlamenta izazvalo je niz prijepora. U želji da bude bliži aktivnostima u Bruxellesu i Luxembourgu, Parlament je mimo želje Francuske održao nekoliko plenarnih sjednica između 1967. i 1981. u Luxembourgu umjesto u Strasbourgu, ali se od 1981. vratio održavanju plenarnih sjednica samo u Strasbourgu.

## Građevine
U Luxembourgu se nalazi niz zgrada koje koristi Parlament. Grad je domaćin Glavnom tajništvu Europskog parlamenta ili Generalnom sekretarijatu europskog parlamenta (zapošljava preko 4000 ljudi), uglavnom sa sjedištem u okrugu Kirchberg.
Građevine u upotrebi nose ime po Robertu Schumanu (49°37′05″N 6°08′27″E / 49.618176°N 6.140885°E) i Konradu Adenaueru (49°37′18″N 6°08′48″E / 49.621686°N 6.146743°E), a nedavno su za potrebe Parlamenta izgrađena dva nova nebodera (TOA i TOB) s obje strane avenije John F. Kennedy (49°37′10″N 6°08′35″E / 49.619566°N 6.142956°E).
Neke su institucije smještene u zgradi "Zlatno zvono" (49°35′14″N 6°06′49″E / 49.587175°N 6.113736°E) na jugu grada. Stara glavna polukružna dvorana Parlamenta u Luxembourgu još uvijek postoji unatoč tome što je Parlament više ne koristi od 1981. godine. Zgrada u kojoj se dvorana nalazi sada je sjedište suda EFTA-e.

## Vanjske poveznice
- Mrežna stranica Europskog parlamenta
- Imena zgrada Europskog parlamenta
- Mrežna stranica Europskog parlamenta EP CVCE